# Black-Eyed Blues
Black-Eyed Blues es un álbum de estudio de la cantante estadounidense Esther Phillips. Fue publicado en diciembre de 1973 a través de Kudu, subsidiaria de CTI Records.

## Recepción de la crítica
Un escritor no especificado de la revista Cash Box describió Black-Eyed Blues como “una obra maestra, que presenta a la encantadora cantante en su mejor momento poderoso y persuasivo”, y señaló que la artista “convierte [la canción que da nombre al álbum] en un hechizo inquietante que te captura desde el primer compás y no te suelta hasta que la frase final es solo un recuerdo”. Un escritor no especificado de la revista Record World le otorgó el certificado de “Hit of the Week”, y señaló que “el espectacular estilo vocal de la veterana del R&B Esther Phillips se muestra de manera impresionante en su último álbum”.

## Lista de canciones
| Lado uno |                                    |                              |          |  |
| N.º      | Título                             | Escritor(es)                 | Duración |  |
| 1.       | «Justified»                        | Bill Withers                 | 5:38     |  |
| 2.       | «I've Only Known a Stranger»       | Carolyn Plummer              | 3:30     |  |
| 3.       | «I Got It Bad and That Ain't Good» | Paul Webster, Duke Ellington | 6:40     |  |

| Lado dos |                               |                            |          |  |
| N.º      | Título                        | Escritor(es)               | Duración |  |
| 1.       | «Black-Eyed Blues»            | Joe Cocker, Chris Stainton | 6:00     |  |
| 2.       | «Too Many Roads»              | Carolyn Franklin           | 4:35     |  |
| 3.       | «You Could Have Had Me, Baby» | Leonard Feather            | 7:30     |  |

- Los lados uno y dos fueron combinados como pista 1–6 en la reedición de CD.

| Bonus track (2003 CTI Records reissue) |                                                   |                          |          |  |
| N.º                                    | Título                                            | Escritor(es)             | Duración |  |
| 7.                                     | «Tangle in Your Lifeline» (previously unreleased) | Lord Calvin, Lady Calvin | 4:53     |  |

## Créditos y personal
Créditos adaptados desde las notas de álbum de Black-Eyed Blues.
Músicos
- Esther Phillips – voz principal y coros
- Pee Wee Ellis – arreglos, conductor, saxofón alto (4)
- Bob James – arreglos de cuerdas
- Tim Hinkley – piano
- Boz Burrell – bajo eléctrico (todas menos 3)
- Ron Carter – bajo eléctrico (3)
- lan Wallace – batería
- Charlie Brown – guitarra
- Arthur Jenkins – percusión (1, 4)
- Pepper Adams – saxofón barítono
- Jerry Dodgion – saxofón alto
- Jon Faddis, Marvin Stamm – trompeta
- Max Ellen, Emanuel Green
- Harold Kohon, Harry Lookofsky, Joe Malin, David Nadien, Gene Orloff, Irving Spice – violín
- Alfred Brown, Emanuel Vardi – viola
- Anthony Sophos, Alan Shulman – violonchelo
- Joshie Armstead, Carl Carldwell, Lani Groves, Tasha Thomas – coros

Personal técnico
- Creed Taylor – productor
- Rudy Van Gelder – ingeniero de audio
- Alen MacWeeney – fotografía
- Sibbie McDonough – diseño de portada

## Posicionamiento

### Gráfica semanal
| Gráfica (1974)                                        | Pico de posición |
| ----------------------------------------------------- | ---------------- |
| Estados Unidos (Billboard Bubbling Under the Top LPs) | 205              |
| Estados Unidos (Billboard Soul LPs)                   | 17               |
| Estados Unidos (Billboard Jazz LPs)                   | 15               |

### Gráfica de fin de año
| Gráfica (1974)                      | Pico de posición |
| ----------------------------------- | ---------------- |
| Estados Unidos (Billboard Jazz LPs) | 22               |